# Une nuit rêvée pour un poisson banal
Pour plus de détails, voir Fiche technique et Distribution.
Une nuit rêvée pour un poisson banal est un film français réalisé par Bernard Guillou et sorti en 1980.

## Fiche technique
- Titre : Une nuit rêvée pour un poisson banal
- Autre titre : Trahison
- Réalisation : Bernard Guillou
- Scénario : Régis Clergue Duval et Bernard Guillou
- Photographie : André Zarra
- Son : Michel Brethez
- Montage : Huguette Pierson
- Musique : Cedron Cuarteto
- Production : Pierson Production
- Pays d'origine :  France
- Durée : 83 minutes
- Date de sortie : France - 2 juillet 1980[1]

## Distribution
- Henri Serre
- Bernadette Thiboud
- Jean-Marie Cornille
- Danielle Minazzoli
- Alain Frérot
- Isabelle Goguey
- Rémy Carpentier
- Alain Ricar
- Renaud Fleury
- Alain Philippe
- Claude Ménard
- Francis Lax
- Barbara Semo
- Sylvie Pinel
- Catherine Chevallier